# Floorball Deutschland Pokal 2013/14 (Frauen)
Floorball Deutschland Pokal 2013/14 der Frauen

## 1. Runde
| Bundesliga                                                                                               | Sonstige                                                       |
| SG Berlin Dümptener Füchse MFBC Grimma SG Heidenau/Chemnitz SG Floorball Hessen UHC Sparkasse Weißenfels | TV Eiche Horn Bremen ETV Piranhas SG München/Kaufering SG Nord |

| TV Eiche Horn Bremen | 1 | – | 2 | MFBC Grimma | 19. Oktober 2013, 15:15 Uhr |  |

| SG Floorball Hessen | 2 | – | 17 | UHC Sparkasse Weißenfels | 16. November 2013, 14:00 Uhr |  |

Freilos: SG Heidenau/Chemnitz, SG Berlin, Dümptener Füchse, SG Nord, ETV Piranhas, SG München/Kaufering

## Viertelfinale
| Bundesliga                                                                           | Sonstige                                  |
| SG Berlin Dümptener Füchse MFBC Grimma SG Heidenau/Chemnitz UHC Sparkasse Weißenfels | ETV Piranhas SG München/Kaufering SG Nord |

| ETV Piranhas | 4 | – | 3 | SG Heidenau/Chemnitz | 16. November 2013, 14:00 Uhr |  |

| Dümptener Füchse | 3 | – | 4 | SG Berlin | 16. November 2013, 15:00 Uhr |  |

| SG München/Kaufering | 2 | – | 15 | MFBC Grimma | 16. November 2013, 16:00 Uhr |  |

| SG Nord | 0 | – | 13 | UHC Sparkasse Weißenfels | 21. Dezember 2013, 16:00 Uhr |  |

## Final Four
Das Final Four findet am 1. und 2. März 2013 auf der Insel Föhr statt.
| Bundesliga                                     | Sonstige     |
| SG Berlin MFBC Grimma UHC Sparkasse Weißenfels | ETV Piranhas |

### Halbfinale
| MFBC Grimma | 6 | – | 2 | SG Berlin | 1. März 2014, 9:30 Uhr |  |

| ETV Piranhas | 2 | – | 3 | UHC Sparkasse Weißenfels | 1. März 2014, 12:00 Uhr |  |

### Finale
| MFBC Grimma |  | – |  | UHC Sparkasse Weißenfels | 2. März 2014, 9:00 Uhr |  |